# Casafranca
Casafranca là một đô thị ở tỉnh Salamanca, phía tây Tây Ban Nha, cộng đồng tự trị Castile-Leon. Đô thị này có cự ly 52 kilômét so với thành phố Salamanca với dân số năm 2008 là 81 người. Đô thị Casafranca có diện tích 29,61 km².
Đô thị này nằm trên khu vực có độ cao 929 mét trên mực nước biển.
Mã số bưu chính là 37767.
==Tham khảo==